# طعمه ۲: اغوای بیگانه
طعمه ۲: اغوای بیگانه (انگلیسی: Decoys 2: Alien Seduction) فیلمی در ژانر کمدی ترسناک است که در سال ۲۰۰۷ منتشر شد. از بازیگران آن می‌توان به تایلر جانستون، کیم پویریر، کوری سویر، دینا میر و توبین بل اشاره کرد.